# Hardangerjøkulen
Hardangerjøkulen je ledovec, který se rozkládá na náhorní plošině Hardangervidda v Norsku a svou rozlohou je 6. největší v zemi. Nejvyšší bod ledovce je ve výšce 1863 m n. m. a má plochu 73 km². 
Do oblasti ledovce nevedou žádné silnice, ale severně od něj vede železniční trať Bergensbanen a vlak je tak jediným dopravním prostředkem, kterým se návštěvníci mohou k ledovci dostat nejkratším způsobem. Od nádraží vede k ledovci turistická cesta. Ledovec je snadno přístupný, protože do nižších oblastí stéká několika splazy. Hardangerjøkulen je známý fanouškům Hvězdných válek, protože se na něm natáčela jedna scéna páté epizody.